# God's Pocket
God's Pocket è un film del 2014 diretto da John Slattery.
Film indipendente in cui il regista Slattery, al suo debutto da in un lungometraggio, firma anche la sceneggiatura con Alex Metcalf e figura tra i produttori. 
Il film, con protagonista Philip Seymour Hoffman, è l'adattamento cinematografico del romanzo del 1983 Così si muore a God's Pocket scritto da Pete Dexter.

## Produzione
Le riprese del film sono iniziate il 29 giugno 2013 a New York.

## Distribuzione
Il film è stato presentato al Sundance Film Festival il 17 gennaio 2014.
Il primo trailer del film viene diffuso il 14 aprile 2014.
La pellicola è stata distribuita nelle sale cinematografiche statunitensi in un numero limitato di copie a partire dal 9 maggio 2014.

## Riconoscimenti
- 2014 - Sundance Film Festival
  - Candidatura per il gran premio della giuria: U.S. Dramatic